# Charter-Partie
Die Charter-Partie (englisch Charter-Party Bill of Lading) ist im Seehandel ein Warenbegleitpapier über einen Seefrachtvertrag für eine Schiffscharter.
Auch auf See wird zwischen Linienverkehr und Charterverkehr unterschieden. Die Charter-Partie (lateinisch carta partita, „geteilte Urkunde“) betrifft ausschließlich den Schiffscharter. Da die Charterreise regelmäßig niedrigere Transportkosten als der Linienverkehr aufweist, spielt die Charter-Partie zunehmend eine bedeutendere Rolle.

## Geschichte
Erste Frachtbriefe gab es beim Landtransport und in der Binnenschifffahrt, bevor sie im Eisenbahn-, Luft- und zuletzt auch im Seetransport eingeführt wurden. Ein erster Vorläufer der Charter-Partie tauchte im Jahre 236 nach Christus in Italien auf. Es handelte sich um eine geteilte Urkunde (italienisch carta partita), eine im Zickzack zerschnittene Doppelurkunde, von welcher der Befrachter und Verfrachter je einen Teil erhielten. Erst wenn jemand die zusammengefügte Urkunde präsentieren konnte, besaß er das Verfügungsrecht über die Fracht. Auch das byzantinisch-rhodische Seerecht kannte ab 600 den Vorläufer der Charter-Partie. Aus dem Mittelalter fand man eine englische Charter-Partie (englisch charter party) des Schiffes „The Cheritie“ aus dem Jahre 1531. Der englische Begriff ist eine Verfälschung des italienischen Originalworts.
Das königlich-preußische Seerecht von 1727 kodifizierte erstmals im deutschen Rechtsraum Charter-Partie („Certepartie“) und Konnossement („connaissement“) als Urkunden des Seefrachtvertrages. Sie wurde zwischen dem Verfrachter (Schiffer) und dem Befrachter abgeschlossen und enthielt den Frachtvertrag. Das Allgemeine Preußische Landrecht (APL) vom Juni 1794 definierte die „Charte-Partie“ als schriftlichen Kontrakt eines Befrachters eines ganzen Schiffes mit dem Schiffer (II, 8, § 1620 APL). Im Jahre 1835 übersetzte die Brockhaus Enzyklopädie die Charter-Partie als Frachtvertrag. Das ADHGB vom Mai 1861 schrieb in Art. 558 ADHGB vor, dass bei Beladung eines Schiffes jede Vertragspartei verlangen kann, dass über den Vertrag eine schriftliche Urkunde („Chartepartie“) errichtet werde. Dem englischen Stamp Act aus 1870 zufolge ist sie „ein Übereinkommen oder ein Kontrakt zur Vermietung eines Schiffes … zwischen dem Kapitän, Führer oder Reeder eines Schiffes … bezugnehmend auf Fracht … an Bord eines solchen Schiffes“.
Maßgeblich für die international vereinheitlichte Ausarbeitung der heutigen Charter-Partie ist die Baltic and International Maritime Conference (BIMCO), die 1908 die erste international einheitliche Charter-Partie veröffentlichte.

## Rechtsfragen
Rechtsgrundlage der Charter-Partie ist der in § 557 HGB geregelte Zeitchartervertrag. Während bei der Linienschifffahrt üblicherweise dem Frachtvertrag die Haager Regeln zugrunde liegen, werden bei der Charter-Partie die Frachtbedingungen einzelvertraglich festgelegt. Ein weiterer Unterschied besteht darin, dass die Charter-Partie die Beladung eines Schiffsraums oder eines ganzen Schiffs betrifft und nicht das Frachtgut in den Vordergrund stellt, weshalb der Ablader (Exporteur) das volle Transportrisiko bis zum Bestimmungshafen übernimmt.
Die Charter-Partie ist ein Konnossement und in Art. 22 ERA 600 besonders geregelt, wenn sie für ein Akkreditiv ausdrücklich verlangt wird. Das Charter-Partie-Konnossement entspricht inhaltlich dem normalen Konnossement mit der Ausnahme, dass es nicht vom Frachtführer, sondern vom Kapitän oder Schiffseigentümer zu unterzeichnen ist. Als Konnossement ist die Charter-Partie ein Wertpapier – und zwar konkret ein gekorenes Orderpapier des § 363 HGB – und ein Traditionspapier.

## International
Durch den Chartervertrag verpflichtet sich in der Schweiz der Reeder als Verfrachter, den Raumgehalt eines bestimmten Seeschiffes ganz oder teilweise für eine bestimmte Zeit (Zeitcharter) oder für eine oder mehrere bestimmte Seereisen (Reisecharter) dem Befrachter zur Verfügung zu stellen, und der Befrachter zur Leistung einer Vergütung (Art. 94 Abs. 1 Seeschifffahrtsgesetz-SSG). Verfrachter und Befrachter können verlangen, dass über den Vertrag eine schriftliche Urkunde (Charter-Partie) ausgestellt wird (Art. 94 Abs. 2 SSG). Gemäß Art. 100 Abs. 2 SSG bestimmt der Verfrachter den Reiseweg zwischen Lade- und Löschplatz.
In Österreich bezieht sich gemäß § 556 UGB der Frachtvertrag zur Beförderung von Gütern entweder auf das Schiff im ganzen oder einen verhältnismäßigen Teil oder einen bestimmt bezeichneten Raum des Schiffes oder auf einzelne Güter (Stückgüter). Jede Vertragspartei kann nach § 557 UGB verlangen, dass über den Vertrag eine schriftliche Urkunde (Chartepartie) errichtet wird.